# 686
686 (DCLXXXVI) fue un año común comenzado en lunes del calendario juliano, en vigor en aquella fecha.

## Acontecimientos
- Conón sucede a Juan V como papa.
- 6 de abril:[1][2] Acenso al trono de Yuknoom Yich'aak K'ahk' (Garra Jaguar) como ahau de Calakmul.

## Nacimientos
- 23 de agosto: Carlos Martel mayordomo de palacio del reino de Austrasia.

## Fallecimientos
- 2 de agosto: Juan V, papa.